# Marchois (dialecte)
Le marchois (autonyme : marchoés ou marchois selon les graphies) forme la partie occidentale des parlers du Croissant, espace linguistique de transition entre langue d'oc et la langue d'oïl, parlé dans la région historique de la Marche et ses alentours. Les parlers d'oc et d'oïl s'y rejoignent et s'y mélangent,.
Il recouvre les bordures nord-ouest du Massif central et forme la partie occidentale des parlers du Croissant qui va de la Charente limousine jusqu'à Montluçon.

## Classification

### Un dialecte intermédiaire oc / oïl
Le marchois est un dialecte de transition entre la langue occitane et la langue d'oïl (berrichon dans les deux-tiers Est et Poitevin-Saintongeais dans le tiers ouest),,.
Il forme les deux-tiers occidentaux du Croissant où les parlers oscillent entre langue d'oc au sud et langue d'oïl au nord,.

### Traits
Concernant les traits occitans ils se rapprochent davantage du limousin que de l'auvergnat, tous deux dialectes nord-occitan. Il est quelquefois classé comme un sous-dialecte du limousin caractérisé par sa transition avec le français.
Il est plus régulièrement mentionné comme un dialecte à part entière,, du fait des difficultés d'intercompréhension entre limousins et marchois plus méridionaux,, et par ses nombreux traits qui le rapproche des parlers d'oïl,,. De transition avec la langue d'oïl, le marchois est aussi de transition entre les dialectes occitan limousin et auvergnat, respectivement à l'ouest et à l'est de ce dernier,
Il est parfois considéré comme une langue à part entière, du fait de sa position intermédiaire entre langue d'oc et langue d'oïl de la même manière que le francoprovençal,,.
Les parlers voisins d'oïl voisins comme le poitevin-saintongeais connaissent des traits communs avec le marchois, qui a des interactions avec ces derniers, et ont un substrat commun important.

## Aire de répartition
L'aire de répartition ne coïncide pas avec la province historique de la Marche mais est plus vaste,. Le marchois est parlé dans le nord de la Creuse,,, et de la Haute-Vienne auquel il faut ajouter le nord de la Charente limousine au nord de Confolens, une pointe sud allant jusqu'à La Rochette dans le nord-est de l'Angoumois,,, quelques communes méridionales du Poitou mais aussi le sud du Boischaut, à la pointe sud du Berry dans les parties méridionales de l'Indre et du Cher (Saint-Benoît-du-Sault, Lourdoueix-Saint-Michel,, Culan), et enfin Montluçon et sa région dans l'Allier (Châtaigneraie),,.
Le reste de ce département de l'Allier une fois sortie de la vallée du Cher et à partir du centre du Bocage bourbonnais forme la partie orientale du Croissant qui est de parler bourbonnais méridional (Bocage, Limagne et montagne bourbonnaise, Vichy). Guéret et Montluçon sont les deux villes principales de l'aire du marchois, toutes deux rayonnant sur une moitié du département de la Creuse.

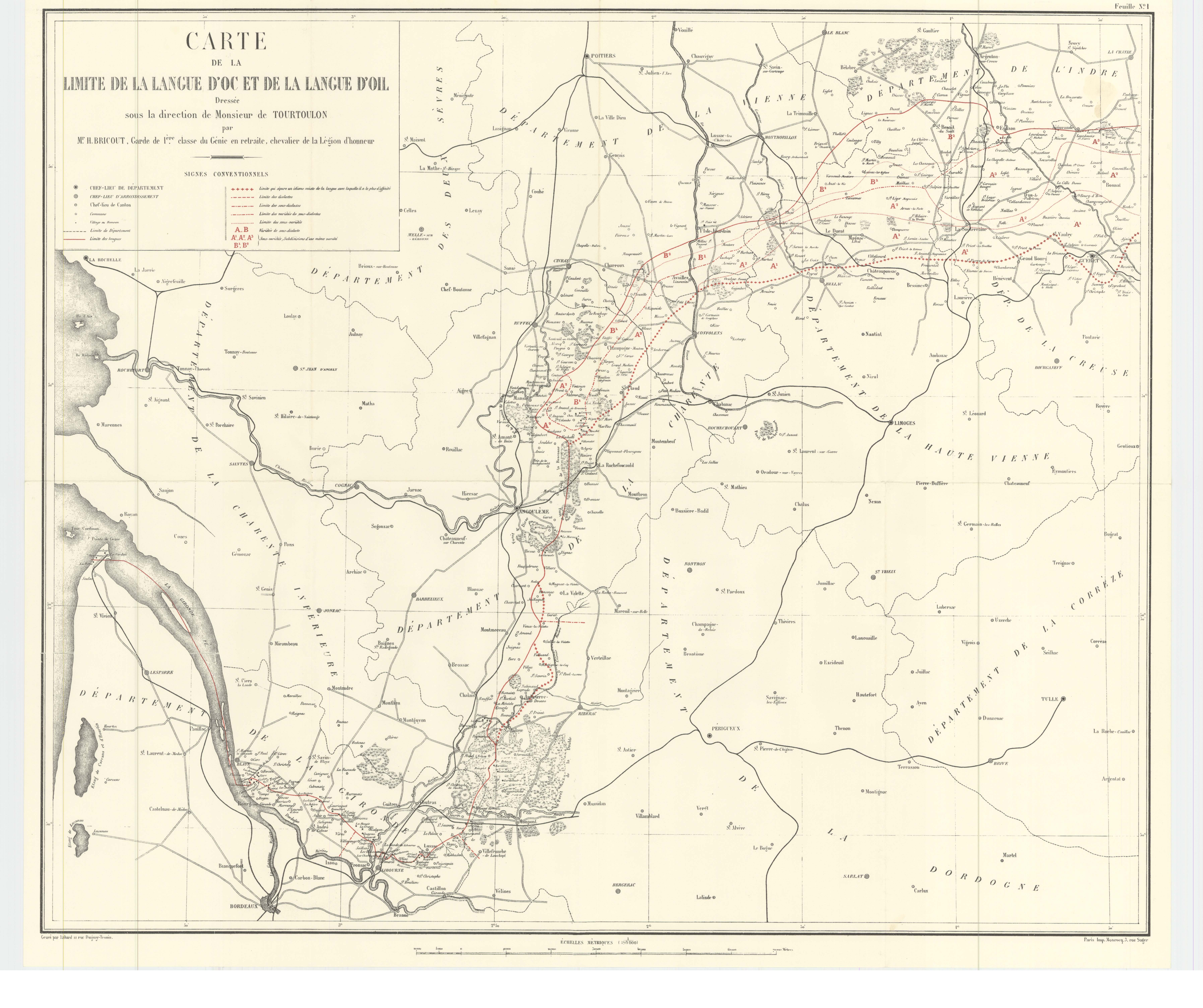
Aire occidentale : zones A et B de l'étude de Tourtoulon et Bringuier en 1873.

## Variétés internes
Le dialecte marchois est découpé en trois grandes variétés.
- Le marchois méridional qui va de la région de Bellac jusqu'à la Combraille bourbonnaise en passant par Le Dorat, Magnac-Laval, Guéret.
- Le marchois central qui va d'Availles-Limouzine à Néris-les-Bains en passant par Arnac-la-Poste, La Souterraine puis Montluçon.
- Le marchois septentrional de Dun-le-Palestel au sud de la forêt de Tronçais en passant par Bonnat, Châtelus-Malvaleix, Boussac, Treignat puis les communes situées au nord de Montluçon avec le parler dit « Biachet ».

## Graphies
Trois grands systèmes d'écritures peuvent être utilisées pour écrire le marchois. Tous trois sont encouragés par le groupe de recherche sur les parlers du Croissant (CNRS) :
- L'alphabet phonétique international permet de retranscrire au mieux la langue pour enregistrer les prononciations.

- La graphie française peut aussi être utilisée et permet aux locuteurs de transcrire leurs parlers avec l'écriture de la langue française dont ils ont aussi tous connaissance. Le marchois étant un dialecte intermédiaire avec la langue d'oïl il peut donc également s'appliquer, d'autant plus que cette graphie permet de souligner les prononciations qui lui sont propres.

- La graphie occitane classique avec une adaptation locale précise pour le marchois[47]. En marchois le « a » final occitan n'existant pas il est remplacé par un « e » muet comme en français. Ex. le terme « jornade » (= « journée ») vient remplacer la forme « jornada » des autres dialectes occitans. Cette codification propre à ce dialecte est celle préconisée par l'Institut d'études occitanes et ses sections locales (IEO Lemosin, IEO Marcha-Combralha).

## Histoire
Une francisation précoce

L'espace linguistique limousin et marchois

Le vaste comté de la Marche a connu une francisation plus précoce que le reste des pays de langue occitane. Dès le XIIIe siècle, une classe aristocratique de langue d'oïl, avec par exemple les Lusignan[Information douteuse], s'installe localement au milieu d'une noblesse endogène occitanophone. Mais le fait que la noblesse poitevine utilise l'occitan ne prouve en rien que la population elle-même utilisait cette langue. Il y a désaccords sur ce point. La région de Montluçon se voit rattacher à la même période à la seigneurie de Bourbon et à un territoire dont les seigneurs sont très proches des rois de France. Ils sont par ailleurs originaires de Champagne et ramènent comme c'est le cas en Poitou et Saintonge des « colons », qui sont ici champenois et qui parlent le dialecte du même nom. Ces derniers exerceront une influence notable sur le bourbonnais d'oïl mais également les parlers occitans marchois et arverno-bourbonnais.
Les Bourbons arriveront par la suite dans le reste de la Marche avec par exemple le célèbre comte Jacques de La Marche, qui influencent encore plus la langue des nobles. Le Berry voisin fortement francisé, même si subsistent encore des parties importantes occitanes, dès la fin du Moyen Age influence aussi les villes et villages du nord de la Marche comme dans la région de Boussac.
Les maçons de la Creuse
Les maçons de la Creuse originaires de la moitié nord de ce département, utilisent le marchois y compris dans leur déplacement dans d'autres régions. Ils jouent sur les influences s'ils ne souhaitent pas être compris dans certaines régions « étrangères » : ils utilisent tantôt les traits d'oc pour ne pas se faire comprendre en territoire où l'on parle français, comme à Paris, ou inversement dans d'autres régions occitanophones ils appuient les traits d'oïl.

## Traits distinctifs
Le marchois est lié au limousin (nord-occitan) mais également à ses voisins du nord, les parlers d'oïl méridionaux (poitevin-saintongeais, berrichon, bourbonnais d'oïl). Les traits distinctifs du reste des dialectes occitans ont en partie été établis par Maximilien Guérin ou Jean-Pierre Baldit, fondateur de l'Institut d'études occitanes section Marche et Combrailles.
Traits distinctifs vis-à-vis des autres parlers occitans
- Phonologie proche du français : la chabra se prononce chabre et non plus chabro.

- Maintien du pronom personnel devant chaque verbe : I chante au lieu de chante ou chanti en nord-occitan (assez rare[51]).
- Utilisation comme en français du « e » muet tandis que tous les autres parlers occitans, y compris l'arverno-bourbonnais, maintiennent le « a » final latin au féminin.

Traits distinctifs du bourbonnais d'oc (sens strict)
- Préservation générale du d intervocalique qui chute en bourbonnais d'oc : chantada en marchois (« chantée » - prononcé chantade) et chantaa en arverno-bourbonnais.
- Maintien du déterminant et de son élision devant un verbe qui disparaît partiellement en arverno-bourbonnais : Qu'es finit en marchois (« C'est fini » - prononcé kou'i finit, comme le limousin qui a qu'es 'chabat / quo es 'chabat - prononcé k'èi tsaba / kou'èi tsaba) et u'es chabat en arverno-bourbonnais (prononcé ou'é chaba - qui se rapproche du francoprovençal ou'est - « c'est »).

Les traits occitans demeurent néanmoins très forts en marchois qui reste attaché à l'occitan.

## Textes
- Nadau, collecté par Marcel Rémy, Noël originaire de La Souterraine. Transcription en graphie classique marchoise :

« A l'ore de las legendas, quand le clhocher sone mineut, rendam nos dins las eglesias, per i passar le moment pieus.
Vos, las fennas que siatz prias, mesme quos qui que cresan pas. Anatz remplir las eglesias. Las eglesias seran plenas.
E tos los cuers sauran chantar, e mesme en plhurant, esperar... Las prieras par le païs, par los absents, par los amics, s'envoleran au Paradis ; le petiot Jesus sau escotar ; On sau veire le Nadau de guèrre, las misèras, la paubre tèrre.
O sau tot veire e pardonar, Oc-es, raluman nostres amas, a l'ore de las legendas, a l'ore de las prieras. »

## Auteurs
Liste non-exhaustive
- Paul-Louis Grenier, historien et poète originaire de Chambon-sur-Voueize et écrivant à la fois en marchois et en limousin.
- Maximilien Guérin (CNRS), linguiste est aussi écrivain et a écrit Mes mille premiers mots en bas-marchois (2020) avec Michel Dupeux[52].
- Marie-Rose Guérin-Martinet, autrice a notamment publié Le Pitit Prince, une traduction du Petit Prince d'Antoine de Saint-Exupéry en marchois (2020)[53],[54].
- Jean-Michel Monnet-Quelet